# Рота

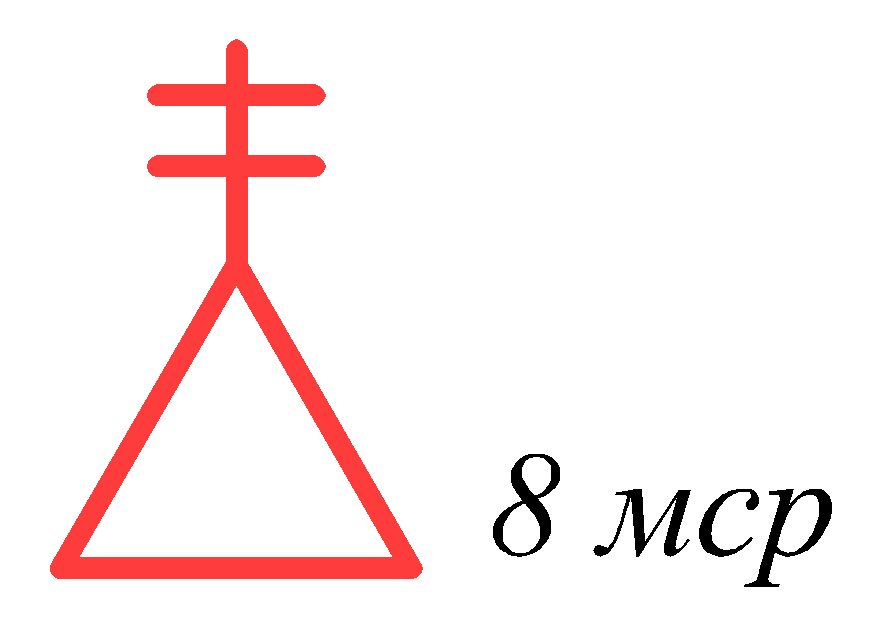
Знак командного пункта роты на военных топографических картах, принятый в СССР и России.
Примерное сокращение:
8 мср — 8-я мотострелковая рота

Условный знак для обозначения пехотной роты в NATO

Личный состав роты почётного караула
154-го отдельного комендантского полка
26 июня 2009

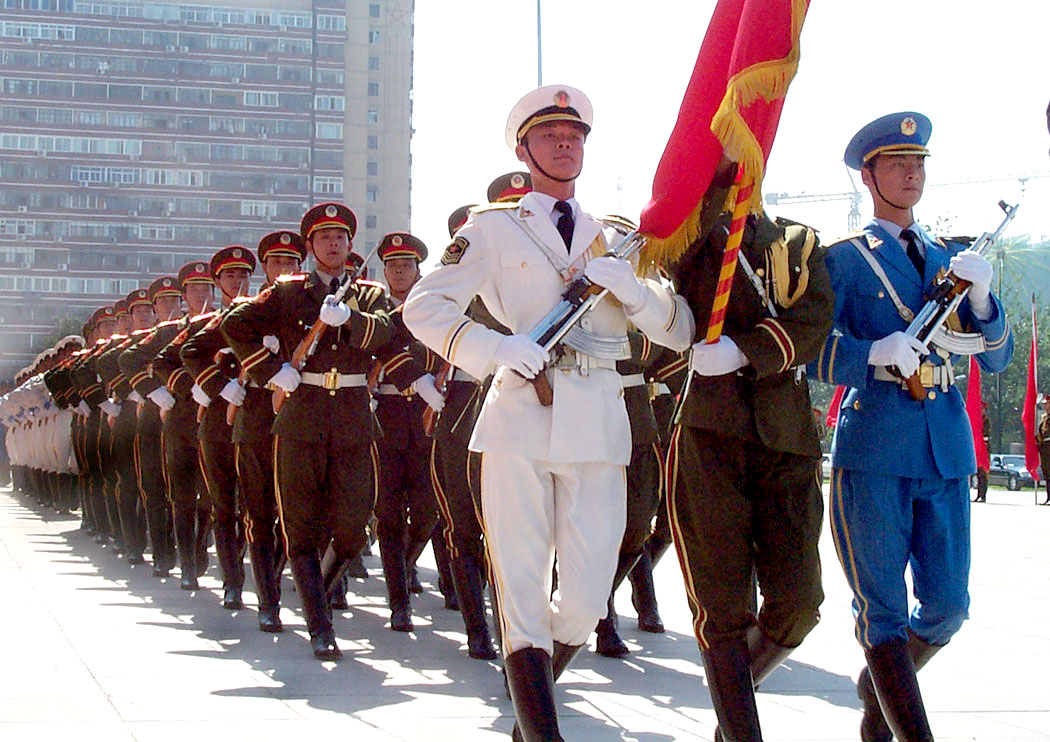
Рота почётного караула НОАК.

Ро́та (пол. Rota от нем. Rotte «толпа, отряд»), арх. компа́ния (англ. company, фр. compagnie, нем. Kompanie от лат. compania первоначально «сотрапезники») — тактическое подразделение в вооружённых силах многих государств.
Входят в состав батальона (полка) или могут быть отдельными. Отдельные роты являются организационно самостоятельными тактическими и административно-хозяйственными единицами (воинскими частями).
В зависимости от предназначения роты бывают: стрелковые (мотострелковые), пехотные (мотопехотные), танковые, миномётные, радиотехнические, инженерно-сапёрные, автомобильные, морской пехоты, охраны, штабные и другие.

## История
Первое упоминание о ротах относится к концу XV — началу XVI веков, когда они появились в наёмных армиях Западной Европы. В Русском царстве роты появились в 30-х годах XVII века (в пехоте, кавалерии и артиллерии) с появлением так называемых «полков нового строя» («полков иноземного строя»), созданных на основе немецкой военной школы.
В начале XVIII века в Российской империи в кавалерии вместо термина рота стал применяться термин эскадрон. С 1833 года в артиллерии вместо термина рота стал применяться термин батарея. В мирное время в пехотной роте русской армии насчитывалось 100—150 человек, а в военное время — 200—215 человек. На конец XIX столетия рота — основная низшая единица, строевая и хозяйственная единица в пехоте, инженерных войсках и крепостной артиллерии, и разделялась она на две полуроты и на четыре взвода. 
К Первой мировой войне во многих государствах личный состав в пехотных ротах достигал 200—250 человек. В связи с насыщением пехоты автоматическим оружием к началу Второй мировой войны численность рот была снижена до 120—150 человек.
В различных государствах пехотные роты как правило состояли из двух — трёх стрелковых (пехотных) взводов, миномётного, пулемётного взводов, хозяйственного отделения и отделения управления. Во Вторую мировую войну стрелковые (пехотные) и танковые роты стали основными боевыми подразделениями которые вели бой в составе батальона .

## Состав и командование
Рота возглавляется офицером в должности командир роты. Совокупность должностных лиц, наделенных воинским уставом определёнными правами и обязанностями по управлению подразделениями роты называется управление роты. К таковым, к примеру в ВС РФ относятся командир роты, его заместитель, заместитель по воспитательной работе, заместитель по технической части и вооружению (или техник роты), старшина роты.
Рота состоит из нескольких взводов и отделений. Численность личного состава роты зависит от его типа. К примеру, в Советской армии конца 1980-х годов роты в зависимости от предназначения имели следующую численность:
- мотострелковая рота (на БМП/БТР) — 103—110 человек;
- десантно-штурмовая рота (на БМД) — 75 человек;
- танковая рота (мотострелкового полка) — 40;
- танковая рота (танкового полка) — 30;
- разведывательная рота — 55;
- инженерно-сапёрная рота — 60;
- ремонтная рота — 65;
- рота материального обеспечения — 90;
- рота связи — 50.

На современном историческом этапе мотострелковые (мотопехотные) и танковые роты в армиях различных государств примерно одинаковы.
В Вооружённых силах России мотострелковая рота состоит из управления и 3 мотострелковых взводов. На вооружении роты имеется автоматическое стрелковое оружие, гранатомёты, зенитные средства, бронетехника (БМП, БТР). Танковая рота включает управление ротой и 3 танковых взвода. Мотострелковые и танковые роты предназначены как для действий в составе батальона, так и для выполнения самостоятельных боевых задач (охранение, разведка и т. д.). Согласно советским и российским боевым уставам, при наступлении мотострелковым и танковым ротам поручается полоса фронта шириной до 1 километра. При обороне рота занимает опорный пункт шириной до 1,5 километров и глубиной до 1 километра. Аналогичные показатели применяются и в зарубежных армиях.
В армии США мотопехотная рота (company) состоит из управления (11 человек), 3 мотопехотных взводов (platoon) (по 35 человек). Управление роты представляет собой три секции (отделения): секция командира роты (3 человека), секция заместителя командира роты (3 человека) и секция старшины (5 человек). Мотопехотный взвод состоит из секции управления и 3 мотопехотных отделений. Личный состав мотопехотной роты — 116 человек. В распоряжении роты 14 единиц БМП, 9 единиц ПТРК и другое стрелковое вооружение. Танковая рота состоит из управления (14 человек) и 3 танковых взводов (по 4 танковых экипажа). Личный состав танковой роты — 62 человека. Рота огневой поддержки включает в свой состав разведывательный, миномётный, противотанковый взвода и 3 секции (управления, РЛС и ПЗРК). Личный состав роты огневой поддержки достигает 145 человек и имеет на вооружении 4 самоходных миномёта, 12 ПТРК, 5 ПЗРК, 4 РЛС и 13 БТР. Разведывательные и, кавалерийские по происхождению, роты обозначаются как troop.
В Бундесвере мотопехотная рота состоит из управления (16 человек) и 4 мотопехотных взводов (по 27 человек). Мотопехотный взвод состоит из секции управления и 2 мотопехотных отделений. Личный состав мотопехотной роты — 124 человека. В распоряжении роты 13 единиц БМП, 13 противотанковых гранатомётов, 4 единицы ПТРК и другое стрелковое вооружение. Танковая рота состоит из управления (12 человек) и 3 танковых взводов (по 4 танковых экипажа в 2 отделениях). Личный состав танковой роты — 60 человек.
В НОАК мотопехотная рота состоит из управления, 3 мотопехотных взводов, взвода оружия и взвода БТР. Мотопехотный взвод (38 человек) состоит из отделения управления и 3 мотопехотных отделений.